# Elton Chigumbura
Elton Chigumbura (Kwekwe, 14 de março de 1986) é um jogador profissional de críquete do Zimbabue. Ele é um batedor, wicket-keeper e ex-capitão da seleção nacional de seu país.

## Capitão
Prosper Utseya deixou a cargo de capitão para Chigumbura em maio, de 2010. Assim, ele foi capitão da seleção nacional de 2010-2015. Em seu lugar assumiu Brendan Taylor, após a Copa do Mundo de Críquete de 2015. Atualmente ele defende o Mashonaland Eagles.